# Вилијам Вилберфорс
Вилијам Вилберфорс (енгл. William Wilberforce; Кингстон на Халу, 24. август 1759 — Лондон, 29. јул 1833) је био британски политичар, филантроп и вођа покрета за укидање трговине робљем. Вилберфорс је почео своју политичку каријеру 1780. и постао је члан парламента за Јоркшир (1784–1812). Године 1785. је доживео конверзију и постао је евагелички хришћанин, што је имало за последице велике промене у његовом начину живота и жеље за променама које су га пратиле целог живота. Две године касније ступио је у контакт са Томасом Кларксоном и групом активиста који су се боритили против трговине робљем, укључујући Гранвила Шарпа, Хана Мор и Чарлса Мидлонта. Они су убедили Вилберфорса да заступа аболицију и убрзо је постао један од главних енглеских аболициониста. Предводио је 26 година камапању против британске трговине робљем све до усвајања Закона о трговини робљем из 1807.
Вилберфорс је био убеђен у важност религије, моралности и образовања. Преводио је кампање и покрете као што су Друштво за искорењивање порока, британски мисионарски рад у Индији, оснивање слободне колоније у Сијера Леонеу, оснивање Друштва црквене мисије и Друштва за спречавање окрутности према животињама. Његов наглашени конзервативизам је доводио да подржава политички и друштвено репресивне законе, због чега је критикован да игнорише неправде у домовини док се бори за потлачене у свету.
Касније је Вилбефорс подржавао камапњу за комплетно укидање ропства и наставио је да је заступа и после 1826. када се повукао из парламента због лошег здравља. Ова камапња је довела до Закона из укидања ропства из 1833, којим је укинуто ропство у највећем делу Британске империје. Вилберфорс је умро три дана након што је чуо за усвајање закона. Сахрањен је у Вестминстерској опатији, поред свог приљатеља Вилијама Пита.